# Justin Spring
Justin Spring (Houston, Texas, 11 de marzo de 1984) es un gimnasta artístico estadounidense, medallista olímpico de bronce en 2008 en el concurso por equipos.

## Carrera deportiva
En los JJ. OO. de Pekín 2008 gana el bronce en el concurso por equipos, tras China (oro) y Japón (plata), siendo sus compañeros: Raj Bhavsar, Joe Hagerty, Jonathan Horton, Alexander Artemev y Kai Wen Tan.